# Terremoto del Kashmir del 2005
Il terremoto del Kashmir del 2005 ha avuto luogo alle ore 03:50:38 UTC dell'8 ottobre e si è originato alle coordinate 34°25′55″N 73°32′13″E, in una regione del Pakistan del territorio del Kashmir, causando circa 82 000 morti.
Il Servizio geologico degli Stati Uniti, lo United States Geological Survey, ha registrato una magnitudo del grado Richter 7.6, con ipocentro presso Muzaffarabad, a circa 100 km a nord-nordest di Islamabad ad una profondità di circa 10 km. L'agenzia meteorologica giapponese ha invece riportato una magnitudo di gradi 7,8.

## Prime notizie
Nelle prime ore le fonti giornalistiche, informando sull'avvenuto terremoto, non riescono a percepire la gravità dello stesso e forniscono informazioni che non danno la dimensione della tragedia.
Nelle primissime ore la BBC afferma che secondo fonti del governo del Pakistan i morti potrebbero superare le 1.000 unità.
Tra di esse:
- 16 militari sono deceduti a causa del collasso di un bunker a Uri, nella provincia di Kupwara
- Almeno 39 persone sono state uccise e più di 150 ferite e ricoverate presso l'ospedale SMSH di Sringar.
- Secondo la CNN, il Ministro dell'Informazione Pakistano, Shaikh Rashid Ahmad ha dichiarato che una ragazza è stata uccisa mentre tornava da scuola a Rawalpindi. Secondo il rapporto della NDTV una persona è morta a Baramulla nel Kashmir indiano a causa del collasso di un edificio.
- Le primissime notizie affermano che vi sono anche feriti a Nuova Delhi, nel Punjab, nel Jammu, in Afghanistan e ovviamente in Kashmir. Sono state ferite almeno 15 persone e danneggiati quattro negozi.
- Secondo le notizie dell'Associated Press, si teme che almeno una dozzina di persone siano rimaste intrappolate sotto le macerie di un edificio ad Islamabad.

## Paesi coinvolti

### Afghanistan
La scossa ha diffuso il panico nella capitale Kabul e in altre città dell'est e del nord-est. Il ministero dell'Interno a metà giornata stimava tuttavia che i danni non si sarebbero estesi all'insieme del paese.

### India
Migliaia d'abitanti spaventati sono fuggiti dalle loro dimore. Parecchi abitanti di Nuova Delhi sono stati presi dal panico durante la scossa e sono usciti in strada.

### Pakistan
Le linee telefoniche sono tagliate o sovraccariche, isolando certe regioni. Le notizie più gravi pervengono dalle zone montuose del nord del paese, di difficile accesso: villaggi distrutti, case rase al suolo e decine di vittime sono riportate dai rari ufficiali di polizia locale che hanno potuto essere contattati.

## Numero definitivo delle vittime
Il numero finale, che consta di circa 80.000 morti, è stato così suddiviso per le nazioni colpite:
- Afghanistan: 2 morti.
- India: 157 morti, tra cui 142 nella sola regione himalayana del Kashmir, di cui 14 soldati, e 600 feriti.
- Pakistan: 73 279 morti e 69 000 feriti.

## Danni
- 400 abitazioni sono state abbattute a Jammu nel Kashmir, mentre la torre Hazratbal è stata danneggiata (Rediff)
- Due palazzi residenziali di Islamabad, per un totale di 75 appartamenti sono collassate a causa del terremoto. Un funzionario del governo pakistano ha affermato che il numero delle persone coinvolte furono centinaia, 52 persone furono tratte in salvo dal crollo[1].
- Il forte Moti Mahal, antico di 200 anni, situato nel distretto di Poonch, nel Kashmir crollò[2].